# Ghostbusters II (videogioco 1989 Amiga)
Ghostbusters II è un videogioco basato sul film Ghostbusters II - Acchiappafantasmi II, pubblicato nel 1989 da Activision per gli home computer Amiga, Amstrad CPC, Atari ST, Commodore 64, MSX e ZX Spectrum. Nel 1992 ne uscì anche una versione molto semplificata per la console Atari 2600, che era già fuori produzione.
Giochi omonimi, ma fondamentalmente diversi, uscirono per DOS (1989), Game Boy (1990) e NES (1990).

## Modalità di gioco
Il gioco è costituito da tre livelli con meccaniche molto differenti tra loro, ispirati a tre scene del film.
Nel primo livello si controlla Ray mentre si cala con una corda lungo un condotto fognario verticale, per prelevare un campione di "melma" rosa. Il condotto è invaso da vari tipi di fantasmi che cercano di colpire Ray o di spezzare la corda. Ray può andare su e giù e oscillare per evitare i nemici e raccogliere power-up, mentre può difendersi sparando in varie direzioni con lo zaino protonico e altre armi.
Il secondo livello è uno sparatutto a scorrimento orizzontale, con visuale di profilo, nel quale bisogna difendere la Statua della Libertà, che ha preso vita, attraverso Broadway. I fantasmi attaccano in formazione dal cielo e da terra. La statua avanza costantemente, il giocatore controlla una palla di fuoco che esce dalla sua fiaccola e spara orizzontalmente. Si controllano anche i cittadini a terra, che aiutano la statua raccogliendo la melma che cade dai fantasmi distrutti, per ricaricarne l'energia.
L'ultimo livello ha visuale isometrica a 45° e si svolge nel salone del museo, con limitato scorrimento orizzontale. Si controllano tutti i quattro Ghostbuster nella battaglia finale contro lo spettro Vigo. Gli uomini si muovono uno alla volta e si può passare in ogni momento dall'uno all'altro. Bisogna salvare il figlio di Dana e posizionare strategicamente gli uomini con i raggi protonici in funzione.